# Andrés Oppenheimer
Andrés Oppenheimer (Buenos Aires, 24 de noviembre de 1951) es un periodista, escritor y conferencista argentino que reside en Estados Unidos.  Es el editor para América Hispana, columnista de The Miami Herald, conductor del programa "Oppenheimer Presenta" en CNN en Españoly autor de ocho best-sellers. Su columna “El Informe Oppenheimer” es publicada regularmente en más de 50 periódicos, incluidos La Nación de Argentina, El Mercurio de Chile, El Comercio de Perú, O Estado de Sao Paulo, y Reforma de México.
Ha sido incluido por la revista Foreign Policy en español como uno de los "50 intelectuales latinoamericanos más influyentes".

## Trayectoria
Nacido en Buenos Aires, Argentina, desde 1985 reside en Miami. Inició sus estudios en la Facultad de Derecho de la Universidad de Buenos Aires y se mudó a Estados Unidos en 1976 con una beca del World Press Institute para seguir sus estudios en Macalester College, de St. Paul, Minnesota. 
En 1978 obtuvo su maestría en periodismo de la Universidad de Columbia, en Nueva York. 
Ha colaborado —entre otras publicaciones— para The New York Times, The Washington Post, The New Republic, CBS News, la BBC de Londres y el diario El País de España.
Fue seleccionado por el Forbes Media Guide como uno de los “500 periodistas más importantes” de Estados Unidos en 1993, y por la revista Poder como uno de las 100 figuras "más poderosas" en América Latina en 2002.

## Libros
Sus libros han sido traducidos a varios idiomas, incluso el chino, coreano y japonés.
- La Hora final de Castro. Javier Vergara, 1992. ISBN 950-15-1243-6 (477 pp). / En inglés:Castro's final hour: the secret story behind the coming downfall of communist Cuba. A Touchstone Book. Edición ilustrada de Simon & Schuster, 480 pp. 1993 ISBN 0671872990
- México en la Frontera del Caos. La crisis mexicana de los noventa, el efecto tequila y la esperanza del nuevo milenio. Javier Vergara, Buenos Aires, 1996. ISBN 950-15-1606-7 (370 pp). / 2.ª edición por Grupo Zeta, 2002. ISBN 970-710-061-3 (Traducción de Isabel Vericat). / En inglés: Bordering on Chaos: Guerrillas, Stockholders, Politicians and Mexico's Road to Prosperity. Edición ilustrada de Little, Brown and Co., 1996 ISBN 0316650951 (370 pp). / Bordering on Chaos: Mexico's Roller-Coaster Journey Toward Prosperity. Back Bay books. Reedición ilustrada de Little, Brown & Co. 416 pp. 1998 ISBN 0316650250
- Crónicas de héroes y bandidos. Grijalbo, México, 1998 ISBN 970-05-0881-1 (246 pp)
- Ojos vendados: Estados Unidos y el negocio de la corrupción en América Latina. Sudamericana, 2001.[3] ISBN 978-950-07-2009-0 (13) ISBN 950-07-2009-4 // Reedición de Plaza y Janés, México, 2005 ISBN 968-11-0485-4
- Crisis mexicana de los noventa y la esperanza del nuevo milenio. 2ª edición, Ediciones B, 2002. ISBN 9707100613 (413 pp).
- Cuentos Chinos. Ed. Sudamericana, 2005 ISBN 968-5959-58-7
- Estados Desunidos de las Américas. Ed. Edaf-Algaba, 2009 ISBN 978-84-96107-98-4
- Saving the Americas: The Dangerous Decline of Latin America and What the U.S. Must Do. Random House Mondadori, 2009. ISBN 0307391639 (300 pp).
- ¡Basta de Historias! La Obsesión Latinoamericana con el Pasado y las 12 Claves del Futuro. Debate, 2010. ISBN 978-607-310-143-1 (432 pp).[4]
- Crear o morir. La esperanza de Latinoamérica y los cinco secretos de la innovación. Debate, octubre de 2014. ISBN 978-0-8041-7188-5 (336 pp).
- ¡Sálvese quien pueda!: El futuro del trabajo en la era de la automatización. Debate, 2018. ISBN 9789873752896
- Cómo salir del pozo: las nuevas estrategias de los países, las empresas y las personas en búsqueda de la felicidad. Editorial Debate, 2023. ISBN: 9789915678948

## Premios
Fue distinguido con los dos galardones más prestigiosos del periodismo de habla hispana:
- El Premio Ortega y Gasset del periódico El País de Madrid en 1993, por sus crónicas desde Cuba.
- Premio Rey de España, 2001.

Además, ha obtenido los siguientes reconocimientos:
- Co-ganador del Premio Pulitzer de 1987, con el equipo de The Miami Herald que reveló el escándalo Iran-Contras.
- Premiado dos veces por la Sociedad Interamericana de Prensa: 1989 y 1994.
- Premio Maria Moors Cabot de la Universidad de Columbia en 1998.
- Premio Overseas Press Club Award del Overseas Press Club de Washington D. C. en 2002.
- Premio Emmy Suncoast de la Academia Nacional de Televisión, Artes y Ciencias de Estados Unidos en 2005.
- Premio Algaba, en Madrid, agosto de 2009, por su obra Los Estados Desunidos de las Américas, en que analiza a los países iberoamericanos[5]
- Premio "Referente" de la Fundación internacional de Jóvenes Líderes, en Argentina, 2011.

### Honoris Causa
- Doctorado honoris causa, en Educación de la Universidad Galileo, Guatemala, 2004
  - de la Universidad Domingo Savio, Bolivia (2011)
  - de la Universidad ESAN de Perú (2014) y
  - de la Universidad siglo 21 de Argentina (2022)